# Ağaçqala
Ağaçqala är en ort i Azerbajdzjan.   Den ligger i distriktet Tovuz Rayonu, i den västra delen av landet, 400 kilometer väster om huvudstaden Baku. Ağaçqala ligger 1 303 meter över havet och antalet invånare är 334.
Terrängen runt Ağaçqala är lite bergig. Närmaste större samhälle är Qovlar, 16,2 kilometer norr om Ağaçqala.
Trakten runt Ağaçqala består till största delen av jordbruksmark. Runt Ağaçqala är det ganska tätbefolkat, med 70 invånare per kvadratkilometer.